# Steyr 1400
Der Traktor Steyr 1400 ist ein Modell der Steyr Plus-Serie von Steyr Daimler Puch, welches zwischen 1974 und 1976 gebaut wurde.

## Hintergründe
1974 wurde die bestehende Plus-Serie mit dem Steyr 1400, der nur in der Allradversion erhältlich war, im oberen Leistungsbereich ergänzt, wo er bis 1976 der leistungsstärkste Traktor von Steyr war. Der wassergekühlte Turbo-Dieselmotor des Typs WD 612.85 mit sechs Zylindern und 6,592 l Hubraum hatte eine Leistung von rund 103 kW (140 PS). Das Getriebe hatte zwölf Vorwärtsgänge und vier Rückwärtsgänge, auf Wunsch aber auch bis zu 36 Vorwärtsgänge und zwölf Rückwärtsgänge. Die Höchstgeschwindigkeit wurde mit 32 km/h angegeben.
Optisch hatte der Traktor eine große Ähnlichkeit mit dem späteren Modellen 8160 und 8170.
Vom Steyr 1400 wurden 800 Stück verkauft.